# Wasyl Wojczenko

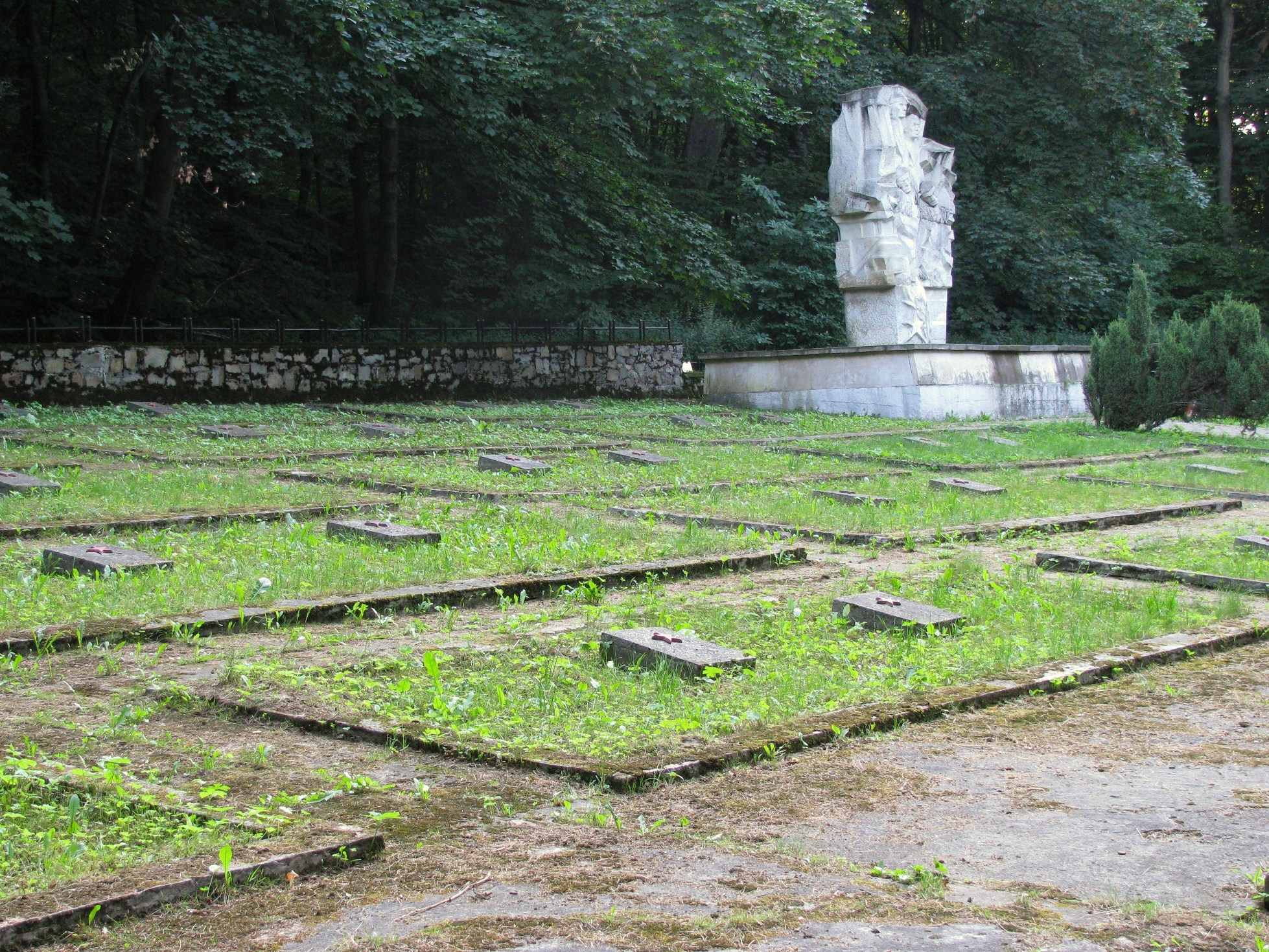
Cmentarz jeńców radzieckich na Świętym Krzyżu

Wasyl Wojczenko ps. Saszka, Sasza, Szaszka (ur. 1921, zm. 1944) – pilot, kapitan Armii Czerwonej, dowódca oddziału partyzanckiego im. Mariana Langiewicza, oficer operacyjny sztabu okręgu VII GL, a następnie AL.
W 1941 r. na początku wojny niemiecko-radzieckiej został ranny i dostał się do niewoli. Był przetrzymywany przez Niemców w obozie jenieckim na Świętym Krzyżu. W listopadzie 1941 r. zbiegł z transportu i utworzył kilkuosobowy oddział partyzancki, liczący początkowo ośmiu ludzi. Po wstąpieniu do Gwardii Ludowej, jego oddział liczący około 40 ludzi został nazwany  im. Mariana Langiewicza. Kiedy Wojczenko wraz z 5 byłymi jeńcami odszedł z oddziału z zamiarem przekroczenia Bugu i powrotu do Armii Czerwonej, jego miejsce dowódcy w oddziale zajął Henryk Połowniak, a oddziałowi nadano nazwę im. Józefa Sowińskiego.  
Powrót do Armii Czerwonej zakończył się fiaskiem, więc Wasyl Wojczenko wrócił na Kielecczyznę. Po rozmowie z dowódcą obwodu GL mjr. Józefem Małeckim zgodnie ze swoją wolą został dowódca oddziału złożonego jedynie ze zbiegłych jeńców radzieckich. Liczący początkowo 7 osób oddział, dowodzony przez niego dokonał licznych akcji zbrojnych przeciw Niemcom. W listopadzie 1943 r. Wojczenko został oficerem operacyjnym sztabu Okręgu VII GL a następnie AL. Poległ 7 grudnia 1944 r. w walce z oddziałami niemieckimi w lasach starachowickich w pobliżu miejscowości Maziarze.
W okresie Polski Ludowej Wasyl Wojczenko był patronem jednej ze szkół w Ostrowcu Świętokrzyskim a jego imię nosił Opatowski Batalion Obrony Terytorialnej i Strażnica WOP Kościno.